# Eleccions municipals de Veneçuela de 2017
Les eleccions municipals a Veneçuela de 2017 es van celebrar dia 10 de desembre per escollir les alcaldies a tot Veneçuela. Aquestes són les primeres eleccions municipals celebrades des del 2013, quan van ésser enrederides el 2012 després de la mort d'Hugo Chávez.

## Controvèrsies
El Consell Nacional Electoral (CNE), òrgan que havia de convocar les eleccions municipals, no va fer-ho fins dos mesos abans dels comicis. Aquesta demora en la convocatòria va ésser criticada per l'oposició veneçolana amb la creença que no eren convocades per la por del Partit Socialista Unit de Veneçuela (PSUV) a perdre la seva hegemonia després de més d'una dècada.
Després de la proposta de l'Assemblea Constituent Nacional (ANC) del president Maduro, Tibisay Lucena, màxima responsable del CNE, també va anunciar que les eleccions municipals se celebrarien el 10 de desembre de 2017. El 18 d'octubre de 2016, però, Lucena va afirmar que les eleccions regionals i municipals no se celebrarien fins a finals de 2017, degut a la "guerra econòmica" i els baixos preus del petroli les feien impossibles.